# Obrońcy twierdzy brzeskiej (obraz Iwana Achremczyka)
Obrońcy twierdzy brzeskiej (biał. Абаронцы Брэсцкай крэпасці) – obraz olejny namalowany przez białoruskiego malarza Iwana Achremczyka w latach 1957–1958, znajdujący się w zbiorach Narodowego Muzeum Sztuki Republiki Białorusi w Mińsku.

## Opis
Obraz jest klasycznym przykładem malarstwa historycznego epoki radzieckiej na temat bohaterów wielkiej wojny ojczyźnianej. Obrona twierdzy brzeskiej miała miejsce w pierwszym tygodniu niemieckiego ataku na ZSRR. Naziści planowali zdobyć twierdzę w ciągu jednego dnia, jednak obrona prowadzona była przez siedem dni za bardzo wysoką cenę – cenę ludzkiego życia. Wśród obrońców twierdzy były kobiety i dzieci. Broniono się nieprzerwanie dzień i noc, a radzieccy żołnierze nieustannie wymieniali się przy karabinach maszynowych i ambrazurach.
Obywatele Związku Radzieckiego nie dowiedzieli się od razu o tych wydarzeniach, ponieważ ocalało niewielu obrońców i w większości dostali się do niewoli niemieckiej. Dopiero po wydaniu w 1956 roku opowiadania historycznego Twierdza Brzeska autorstwa Siergieja Smirnowa i premierze dramatu wojennego Nieśmiertelny garnizon na podstawie scenariusza Konstantina Simonowa, który zebrał informacje o wydarzeniach z czerwca 1941 roku i pokazał wyczyny obrońców, twierdza w Brześciu stała się symbolem niezłomności narodu radzieckiego i ważnym symbolem oficjalnej komunistycznej propagandy patriotycznej.
Na swoim płótnie Iwan Achremczyk tworzy obraz umęczonych ale i nieustępliwych bohaterów w ciemnych kazamatach twierdzy, których nie ma wielu, ale są niesamowicie zdeterminowani i gotowi na wszystko, aby chronić Ojczyznę przed nazistowskimi Niemcami. Na pierwszym planie widoczne są dwie kobiety bandażujące rannego żołnierza Armii Czerwonej, co przywodzi na myśl temat tragedii II wojny światowej oraz jej ofiar. Kompozycja zbudowana jest według klasycznych akademickich zasad malarstwa historycznego. Postacie ukazane są w momencie dynamicznej akcji, co stwarza poczucie zaangażowania i uczestnictwa widza w fabule obrazu.